# 아리랑 (1926년 영화)
《아리랑》은 1926년 최초로 제작된 한국 영화이다. 흑백 35밀리 무성 영화로, 나운규가 각본·감독·주연을 맡았으며, 신일선이 처음으로 영화에 출연하였다.
3.1 운동의 고문 후유증으로 미쳐버린 대학생 '영진'이 여동생 '영희'를 겁탈하려는 친일파 '기호'를 낫으로 살해하고 일본 경찰에게 붙잡혀 간 사건을 담고 있다. 일제강점기의 한민족을 미쳐버린 '영진'으로 비유하는 등, 당시 민족적 저항의식을 작품 저면에 깔아, 전국적인 규모로 갈채를 받았다. 현재 원본 필름은 유실된 상태이다.

## 줄거리
영화는 '개와 고양이'라는 자막에 이어 주인공 '최영진'과 '오기호'가 노려보는 클로즈업으로 시작된다.
서울 근교의 농촌 마을. 전문학교에서 철학을 공부하던 소작인의 아들 최영진은 석연찮은 이유로 퇴학당하여 정신이 나가버린다. 고향에 내려왔던 최영진에게 학교 친구 윤현구가 찾아온다. 현구는 오빠를 대신해 나온 영진의 여동생 '영희'를 보고 사랑에 빠진다.
추수가 끝나고 마을에 풍년축제가 벌어지던 날, 악덕지주의 마름이자 일본 경찰의 앞잡이인 친일파 오기호가 영진의 아버지에게 찾아와, 빚을 갚던지 아니면 여동생을 내달라면서 협박을 가한다. 이어 기호가 영희를 겁탈하려고 하고, 현구는 기호와 격투를 벌이지만 상대가 되지 못한다.
이를 웃으며 지켜보던 영진은 갑자기 사막을 가고 있는 환상에 빠진다. 영진의 모습을 한 어느 나그네가 기호의 모습을 한 아랍 상인을 만나 물을 달라 애원하지만 상인은 나그네를 걷어차 버린다. 이번에는 현구와 영희의 모습을 한 다른 남녀가 나타나 상인에게 다시 물을 달라 요청하자, 나그네는 물을 모래바닥에 쏟아버리며 여자에게 자신에게 오면 물을 주겠다고 유혹한다. 분을 참지 못한 남자가 상인에게 덤벼들자 나그네도 칼을 꽂으며 상인을 죽인다.
장면이 바뀌고 기호가 현구를 향해 도끼를 내리치려는 순간, 영진은 자신도 모르게 기호의 가슴팍에 낫을 꽂아 버린다. 피를 본 영진은 충격에 정신을 되찾지만, 순사에 잡혀간다. "나는 이 삼천리에 태어나 미쳤다"는 외침과 함께 잡혀가는 영진을 아리랑 고개 너머로 보내며 마을 사람들은 아리랑을 부른다.

## 출연
감독 나운규는 이 영화에서 실성한 대학생 '영진'으로 출연한다. 신일선이 처음 이 영화로 데뷔하였으며, 신홍련이라는 예명을 사용하였다. 다음은 이 영화에 출연한 것으로 알려진 배우의 목록이다.
- 나운규 - 최영진
- 신홍련 - 영희
- 주인규 - 오기호
- 남궁운 - 윤현구

## 제작
나운규의 고향 친구인 윤봉춘 감독의 증언에 따르면, 평소 나운규가 지도를 받던 이경손 감독의 창작노트에서 영감을 받고 《아리랑》의 각본을 작성했다. 아리랑의 모티프는 나운규의 고향인 회령에서 청진까지 철도를 부설하던 노동자들이 부르던 애달픈 노랫가락 '아리랑'에서 영화의 기본적인 줄거리를 착상했다.
앞서 나운규가 출연한 이규설 감독의 《농중조》의 제작을 맡았던 '조선키네마 프로덕션'에서 1,200원의 제작비를 지원하였으며, 촬영은 서울 안암동의 산골마을에서 4개월 동안 진행하였다. 개봉 당시 감독과 각본은 표면적으로는 일본인 스모리 슈이치를 내세웠으며, 나운규는 '원작 각색'에 자신의 호인 춘사 (春史)를 표기하였다. 또 주연으로는 자신의 본명을 사용하였다.

## 반응과 평가
《아리랑》은 1928년까지 단성사에서 2년 넘게 상영되어 총 15만 명의 관람객을 동원했다. 1927년에는 일본에서도 상영됐으며, 1942년에는 조선인들이 강제 징용되어 있던 홋카이도 광산에서도 상영됐다고 전해진다. 8.15 광복 이후 6.25 전쟁 직전까지 서울의 극장에서 번번이 재상영되었으며, 1952년 9월 대구 만경관에서 1주일간 상영한 것이 마지막 상영 기록이다.
개봉 첫날 단성사를 찾은 경찰 기마대가 동원될 정도로 수많은 인파가 몰렸으며, 영화가 끝날 때 즈음 나오는 아리랑에 관객들은 못 놓아 눈물을 쏟으면서 따라 부를 정도로 감동받았다고 한다. 영화감독 이경손은 "마치 어느 의열단원이 서울 한구석에 폭탄을 던진 듯한 설렘을 느끼게 했다"고 평했다.
오늘날 《아리랑》은 나운규의 대표작이자 한국 영화사상 불멸의 명작으로 꼽히는 작품으로, 일제에 억눌렸던 한민족의 잠재적인 민족애를 표방한 계몽 영화로 평가된다. '고양이와 개'로 상징되는 프롤로그부터가 속박당한 민족과 속박하는 민족의 대립을 암시하기도 했으며, 특히 주인공 영진을 미친 사람으로 설정한 것은, 왜곡된 현실에 대한 철저한 반항심리의 간접적인 표현이었다고 볼 수도 있다. 이를 통해 아리랑은 일제 당시 억압을 받았던 한민족의 가슴에 뜨거운 감격을 안겨주었던 것으로 평가된다.
1938년 11월 《조선일보》에서 부민관 영화제 개최에 앞서 독자 대상으로 실시한 한국영화 선호도 조사 결과, 무성영화 부문에서 아리랑이 4,972표를 얻어 1위에 올랐다.
1962년 6월호 《사상계》에서 평론가 안종화는 특히 사막 장면에서 탐욕스러운 아랍 상인은 일제 순경을 상징하는 검은 옷을, 나그네와 젊은 여인들에게는 백의민족인 조선 사람을 상징하는 흰 옷을 입혔다는 점에서, 대조적인 몽타주를 구사했다는 평가를 내렸다.

### 유실 영화
흥행과 평가 면에서 모두 훌륭했던 것으로 기억되는 영화임에도 불구하고 《아리랑》의 원본 영화 필름은 현재 전해지지 않고 있으며, 이것을 찾으려는 노력이 수십년간 이어져 왔다.
1990년대 초 일본 오사카의 필름수집가인 아베 요시니게가 《아리랑》을 비롯한 일제강점기 영화 50여편을 소장 중이라는 사실이 알려졌다. 이 소식을 접한 한국 관계자들의 끝없는 반환 요청에도 아베는 강력히 거부하는 의사로 일관하다, 2005년 2월 상속인 없이 세상을 떠나면서 그의 필름은 일본 국립필름센터로 인수되었다. 그러나 2010년 8월 김연갑 한민족아리랑연합회 상임이사가 일본 국립필름센터를 방문한 결과, 《아리랑》을 비롯한 일제강점기 한국 영화는 없었던 것으로 밝혀졌다.
필름 뿐만 아니라 영화 포스터와 스틸사진의 자료도 전해지는 것이 적고, 후술할 후속작과 리메이크작의 자료를 본 작품의 것으로 잘못 알려진 사례가 많다. 일례로, 나운규가 연기한 광인 영진이 낫을 들고 오기호를 공격하는 것으로 알려진 사진은 본 작품이 아니라 《아리랑 제3편》(1936년)의 스틸사진이다.

## 관련 작품

### 주제가와 소설판
아리랑의 주제가 〈아리랑〉은 오늘날 경기아리랑이란 이름으로 알려져 있으며, '아리랑 고개로 넘어간다'라는 후렴구로 전국적인 애창곡이 되었다. 작중 아리랑은 총 여섯 차례에 걸쳐 나오는 것으로 알려져 있다.
1926년 10월 개봉 당시 일제 당국은 〈아리랑〉의 가사가 공안을 해칠 이유가 있다는 이유로 영화 선전물 1만 매를 압수하고, 일부 가사 ('문전의 옥답은 다 어디 가고 / 동냥의 쪽박이 웬일인가')를 삭제하는 조치를 취했다. 이에 따라 개봉 당일에는 변사가 아리랑을 부르지 못했다.
1995년 9월, 〈아리랑〉의 주제가와 영화의 주요 장면 해설을 담은 1928년 LP판이 발견되었다. 여기에는 변사 성동호의 대사와 해설, 여가수 유경이가 부른 주제가가 수록됐다.

### 후속작과 리메이크작

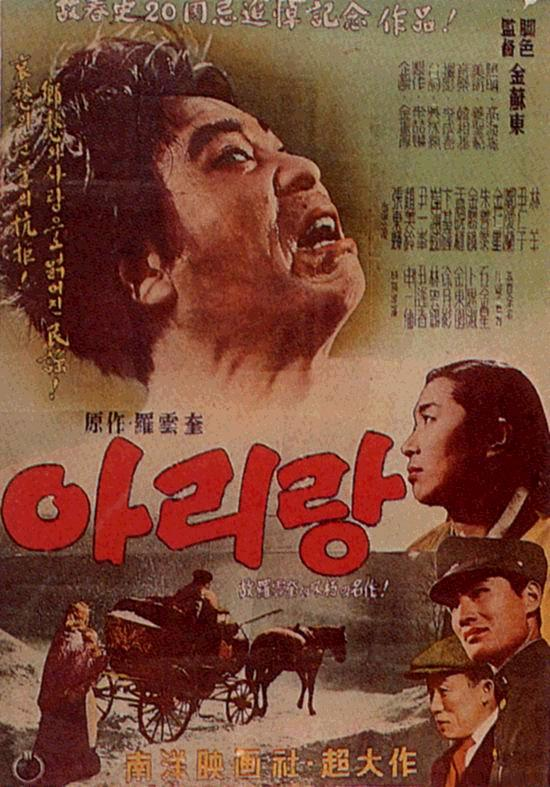
1957년 리메이크작 포스터

나운규의 《아리랑》은 모두 3부작으로, 후편인 《철인도》(鐵人都, 1930년)와 3편인 《오몽녀》(五夢女, 1936년)로 이어진다. 이들 두 작품 모두 지금까지 전해지지 않는다.
나운규 감독의 원작 영화 외에도 후대에 이르러 다양한 감독에 의해 리메이크되었는데, 지금까지 총 5편이 제작되었다.
아리랑 후속작
- 아리랑 후편 (철인도)
- 아리랑 제3편 (오몽녀)

리메이크작
- 아리랑 (1954년 영화) - 이강천 감독
- 아리랑 (1957년 영화) - 김소동 감독
- 아리랑 (1968년 영화) - 유현목 감독
- 아리랑 (1974년 영화) - 임원식 감독
- 아리랑 (2003년 영화) - 이두용 감독

## 같이 보기
- 일제강점기
- 한국 영화
- 유실 영화 목록

### 해설
1. ↑  3.1 운동이 있은 후 고문으로 미쳐버렸다는 설정이 널리 알려져 있으나,[4] 단성사의 변사였던 성동호가 검열이 없던 날 붙인 설정으로 알려져 있다.[2]